# IPP Trophy 2006
L'IPP Trophy 2006 è stato un torneo di tennis facente parte della categoria ATP Challenger Series nell'ambito dell'ATP Challenger Series 2006. Il torneo si è giocato a Ginevra in Svizzera dal 21 al 27 agosto 2006 su campi in terra rossa.

## Vincitori

### Singolare
Jérôme Haehnel ha battuto in finale  Chris Guccione con il punteggio di 7–6(4), 4–6, 6–3

### Doppio
Michal Navrátil /  Jurij Ščukin hanno battuto in finale  Konstantinos Economidis /  Lovro Zovko con il punteggio di 1–6, 6–2, [10–6]